# Kurāra
Kurāra är en ort i Indien.   Den ligger i distriktet Hamīrpur och delstaten Uttar Pradesh, i den centrala delen av landet, 400 km sydost om huvudstaden New Delhi. Kurāra ligger 133 meter över havet och antalet invånare är 12 730.
Terrängen runt Kurāra är mycket platt. Runt Kurāra är det tätbefolkat, med 319 invånare per kvadratkilometer. Närmaste större samhälle är Hamirpur, 16,1 km öster om Kurāra. Trakten runt Kurāra består till största delen av jordbruksmark.